# 土井川真二
土井川 真二（どいがわ しんじ、1979年10月25日 - ）は、北海道出身のボブスレー選手。日本レストランシステム所属。

## プロフィール
札幌市立上野幌中学校、北海道工業高等学校（現・北海道科学大学高等学校）、仙台大学卒業。高校までは野球選手で、大学からボブスレーを始める。
大学4年でむかえた2002年ソルトレイクシティオリンピックに初出場。4人乗りで20位となった。
卒業後は指扇病院に就職。2006年トリノオリンピック出場を目指したが、シーズン前の選考会で落選。
その後、現在の日本レストランシステム株式会社に就職し競技を続行、2010年バンクーバーオリンピックに出場。21位に終わった。

## 主な戦績
- 2002年 ワールドカップ（イタリア） - 4人乗り/18位
- 2002年 ソルトレイクシティオリンピック - 4人乗り/20位
- 2004年 世界選手権（ドイツ） - 2人乗り/27位　4人乗り/24位
- 2007年 世界選手権（スイス） - 2人乗り/22位
- 2009年 世界選手権（アメリカ） - 4人乗り/19位
- 2010年 バンクーバーオリンピック - 4人乗り/21位